# Monanus discoidalis
Monanus discoidalis es una especie de coleóptero de la familia Silvanidae.

## Distribución geográfica
Habita en las Filipinas.